# Casa del Firal, 31 (Olot)
La Casa del Firal, 31 és una obra d'Olot (Garrotxa) inclosa a l'Inventari del Patrimoni Arquitectònic de Catalunya.

## Descripció
És una casa entre mitgeres situada al Passeig d'en Blay. Disposa de baixos, avui desfigurats per albergar-hi locals comercials, i dos pisos superiors. El primer té una balconada sostinguda per mènsules d'estuc decorades amb fullatges estilitzats. Els balcons estan igualment decorats amb estuc simulant pilastres amb capitells i un petit entaulament amb escut llis al centre. El segon pis té balcons amb la mateixa decoració. Cal destacar l'ornamentació de la cornisa feta amb arquets de mig punt.

## Història
Els inicis i primera configuració del Firal (Passeig d'en Blay) daten de finals de segle xv i principis del segle xvi, coincidint amb l'expansió de la ciutat cap al Nord-oest. L'any 1842 es realitza el primer projecte de remodelació realitzat per J. Massanés. L'any 1848 s'urbanitza el passeig, essent aquest un dels primers projectes d'enjardinament de la ciutat. L'any 1878 foren trets els dos rengles d'arbres per tal de substituir-los pels quatre rengles actuals. Avui és el centre principal de relació cívica i popular de la vila.